# Robert Parry (Journalist)
Robert Parry (* 24. Juni 1949 in Hartford, Connecticut; † 27. Januar 2018) war ein US-amerikanischer Investigativjournalist, der in den Vereinigten Staaten vor allem Mitte der 1980er-Jahre durch seine Arbeiten zur Iran-Contra-Affäre für Associated Press und Newsweek bekannt wurde. Während des Contra-Kriegs in Nicaragua deckte er das CIA-Handbuch Psychological Operations in Guerrilla Warfare auf und war an der Aufdeckung des vom CIA geduldeten Drogenschmuggels beteiligt. 1984 erhielt er den George Polk Award in der Sparte „Nationale Berichterstattung“. Nachdem Parry seine letzte Anstellung bei einem Nachrichtenmagazin im Jahr 1990 verlassen hatte, wurde er 1995 selbständiger Herausgeber des Onlinemagazins Consortiumnews.com.

## Karriere
Parry arbeitete seit 1974 für Associated Press, seit 1977 am Standort Washington. Nach der US-Präsidentschaftswahl von 1980 wurde er dort der Abteilung für investigative Reportagen zugewiesen, wo er sich mit dem Thema Zentralamerika befasste.
1984 erhielt Parry den George Polk Award für seine Arbeit bei Associated Press zur Iran-Contra-Affäre, bei der er das von der CIA für die nicaraguanischen Contra-Rebellen erstellte Attentatshandbuch Psychological Operations in Guerrilla Warfare aufdeckte. 1985 schrieb er einen ersten Artikel zur Verwicklung des Marineoffiziers Oliver North in die Affäre und deckte zusammen mit seinem AP-Kollegen Brian Barger den Skandal um den von der CIA gedeckten Drogenschmuggel in die USA auf, was laut Parry zum Interesse von Senator John Kerry an der Untersuchung der Iran-Contra-Affäre beitrug. Associate Press hatte sich zunächst geweigert, das Drogenschmuggel-Thema zu veröffentlichen, gab jedoch nach, nachdem ihre spanische Agentur versehentlich eine Übersetzung veröffentlicht hatte. Barger und Parry führten ihre Nachforschungen zu Oliver North fort, auch als die meisten Medien daran kein Interesse mehr hatten, und veröffentlichten die Story 1986. North musste sich daraufhin einer Anhörung im Kongress stellen. Nachdem North die Anschuldigungen zurückgewiesen hatte, verließ Barger AP und Parry konnte gemäß Eigenangaben dort nichts mehr zu dem Thema veröffentlichen, bis 1996 das Firmenflugzeug von Eugene Hasenfus (Corporate Air Services HPF821) in Nicaragua abgeschossen wurde. Nachdem er entdeckt hatte, dass „sein Vorgesetzter regelmäßig mit North konferiert hatte“, wechselte Parry 1987 von AP zu Newsweek. Eine seiner ersten Veröffentlichungen bei Newsweek handelte davon, dass Mitarbeiter des United States National Security Council von der US-Regierung aufgefordert worden seien, Teile der Iran-Kontra-Affäre zu verschleiern. Unter großem politischem und medialem Druck forderte Newsweek Parry auf, die Story zurückzuziehen. Parry weigerte sich und verließ Newsweek 1990.
Im August 1990 wurde Parry vom Fernsehmagazin Frontline des Senders PBS beauftragt, an einer Theorie über eine indirekte Wahlmanipulation bei der US-Präsidentschaftswahl 1980 zu arbeiten. Parry erstellte dazu mehrere Dokumentarbeiträge, die 1991 und 1992 ausgestrahlt wurden. Er verfolgte das Thema auch weiter, nachdem eine Untersuchung des Kongresses zu dem Schluss gekommen war, dass die Theorie unwahr sei, und veröffentlichte seine Frontline-Recherchen 1993 als Buch. Der Journalist Steven Emerson nannte Parrys Festhalten an dem Thema eine „Obsession“ und „persönliche Tragödie“. Parry selber erklärte, seine Reputation habe darunter gelitten, aber „die Iran-Contra-Berichterstattung sei ja zuerst auch als Verschwörungstheorie abgelehnt worden“.
Als der Journalist Gary Webb 1996 seine Artikelserie Dark Alliance veröffentlichte und der Reagan-Regierung vorwarf, Kokainschmuggel in die USA gedeckt zu haben, um den Contras bei der Finanzierung ihrer Aktivitäten zu helfen, unterstützte Parry Webb gegen heftige Medienkritik.

## Preise und Auszeichnungen
- 1984 George Polk Award für seine Arbeit bei Associated Press zur Iran-Contra-Affäre
- 1985  Kandidat in der Endrunde für den Pulitzer-Preis für seine Arbeit bei Associated Press zur Iran-Contra-Affäre
- 2015, Parry I.F. Stone Medal for Journalistic Independence durch die Harvard's Nieman Stiftung, "für seine Laufbahn, ausgezeichnet durch gründlich recherchierte Berichte, unerschrockenes Nachfragen und eine Berichterstattung, die die Mainstream Medien herausgefordert hat".[11]
- 2017 Martha Gellhorn-Preis für Journalismus

## Consortiumnews
Im November 1995 gründete Parry das Online-Magazin Consortiumnews.com. Wegen finanzieller Schwierigkeiten von Consortiumnews arbeitete er 2000 bis 2004 auch für den Wirtschaftsinformationsdienst Bloomberg.
Nach dem Abschuss von Malaysia-Airlines-Flug 17 behauptete Parry, dass einige US-Geheimdienstanalysten einen Abschuss durch das ukrainische Militär als eher wahrscheinlich erachten und stellte später infrage, ob vom australischen Fernsehen präsentierte Hinweise für eine Täterschaft des russischen Militärs real sind. Seine Behauptungen wurden von Russland aufgegriffen. Bellingcat, welche die Untersuchung für den australischen Fernsehsender durchführten, widersprachen Parry und verwiesen auf ihre Geotargeting-Ergebnisse.

## Publikationen
- Lost History: Contras, Cocaine, The Press & Project Truth (1992)
- Trick or Treason: The October Surprise Mystery (1993)
- The October Surprise X-Files: The Hidden Origins of the Reagan-Bush Era (1996)
- Secrecy & Privilege: Rise of the Bush Dynasty from Watergate to Iraq (2004)
- Neck Deep: The Disastrous Presidency of George W. Bush (2007)
- America's Stolen Narrative: From Washington and Madison to Nixon, Reagan and the Bushes to Obama (2012)